# Чирков Юрій Іванович
Ю́рій Іва́нович Чирко́в (22 грудня 1947, СРСР — 19 квітня 2014, Україна) — колишній радянський і український футболіст та футбольний тренер. Грав на позиції півзахисника. Бронзовий і срібний призер першості республіки та дворазовий чвертьфіналіст кубка УРСР з футболу.

## Клубна кар'єра
Кар'єра його розпочалася в середині шестидесятих років у юнацьких командах м. Мукачеве, а у 1969 році він був запрошений до місцевого клубу «Карпати», команда якого тоді посіла почесне третє місце в першості республіки у своїй зоні класу «Б». Його наступного ж сезону запросили до ужгородської «Говерли», у складі якої виборов срібну медаль першості України (1972), здобув четверте (1973) і п'яте (1974) місце у своїй зоні чемпіонату СРСР серед команд другої ліги, а також дійшов до чвертьфіналу кубка УРСР з футболу (1974). Здібний закарпатський півзахисник у 1970 році увійшов до збірної команди класу «Б», а згодом потрапив до списку номінантів щорічної нагороди Футболіст року в Україні (№ 29).

## Кар'єра тренера
У середині восьмидесятих років входив у тренерський штаб ужгородського колективу майстрів, у 1991 році був призначений начальником, а згодом — головним тренером цієї команди, назва якої тоді вже була «Закарпаття» (серпень 1992 — липень 1993, березень — липень 1995). У 1991 році команда під його керівництвом брала участь у чвертьфіналі кубка УРСР з футболу. Після завершення своєї професіональної кар'єри він на громадських засадах брав активну участь у спортивному житті міста й Закарпатської області.

## Досягнення
Командні трофеї
- Срібний призер першості України (1): 1972
- Бронзовий призер першості України (1): 1969
- Чвертьфіналіст кубка УРСР з футболу (2): 1974, 1991

Індивідуальні досягнення
- Потрапив до списку номінантів щорічної нагороди Футболіст року в Україні № 29 (1972)